# Petite fleur
"Petite fleur" is een nummer van de Amerikaanse jazzmuzikant Sidney Bechet uit 1952.  De versie van Chris Barber's Jazz Band uit 1958 werd een hit.

## Achtergrond
"Petite fleur" is geschreven door Sidney Bechet. De instrumentale compositie werd, samen met tien andere nummers, op 21 januari 1952 opgenomen door de Sidney Bechet All Stars. Tien dagen later, op 31 januari, werd het door Bechet en het orkest van Claude Luter ten gehore gebracht in de Salle Pleyel in Parijs. Bechet en het orkest van Luter speelden het in de jaren die volgden nog twee keer. Op 7 maart 1954 voerde Bechet het samen met Michel Attenoux uit bij een Belgisch radiostation in Brussel. Op 8 december 1954 speelde hij het wederom met het orkest van Luter in de Olympia in Parijs.
De Britse jazzmuzikant Chris Barber was op zoek naar nieuwe muziek om op te nemen toen hij op "Petite fleur" stuitte. Op 3 september 1955 nam hij voor het eerst een eigen versie op. Een jaar later, op 10 oktober 1956, nam hij een tweede versie op, die zou uitgroeien tot een hit. Deze opname verscheen in 1956 op het album Chris Barber Plays (Vol. 3). In 1958 werd deze versie voor het eerst uitgebracht als single, maar deze werd maar weinig verkocht. Platenmaatschappij Pye Records gaf het in januari 1959 opnieuw uit, dit keer met succes. In het Verenigd Koninkrijk werd de B-kant beslagen door "Bugle Boy March", terwijl in de rest van de wereld "Wild Cat Blues" werd uitgebracht.
"Petite fleur" werd een grote hit. Het bereikte de derde plaats in de Britse UK Singles Chart en de vijfde plaats in de Amerikaanse Billboard Hot 100 en werd meer dan een miljoen keer verkocht. In onder meer Noorwegen, Zweden en een voorloper van de Waalse Ultratop 50 werd het een nummer 1-hit en in Duitsland werd de derde plaats gehaald. In Nederland werd het eveneens een nummer 1-hit in de hitlijst van het tijdschrift Muziek Parade, een voorloper van de Single Top 100, en in Vlaanderen werd de derde positie in een voorloper van de Ultratop 50 gehaald.

## Hitnoteringen

### Muziek Parade
| Hitnotering: april 1959 t/m oktober 1959 | Hitnotering: april 1959 t/m oktober 1959 | Hitnotering: april 1959 t/m oktober 1959 | Hitnotering: april 1959 t/m oktober 1959 | Hitnotering: april 1959 t/m oktober 1959 | Hitnotering: april 1959 t/m oktober 1959 | Hitnotering: april 1959 t/m oktober 1959 | Hitnotering: april 1959 t/m oktober 1959 | Hitnotering: april 1959 t/m oktober 1959 |
| Maand                                    | 1                                        | 2                                        | 3                                        | 4                                        | 5                                        | 6                                        | 7                                        |                                          |
| ---------------------------------------- | ---------------------------------------- | ---------------------------------------- | ---------------------------------------- | ---------------------------------------- | ---------------------------------------- | ---------------------------------------- | ---------------------------------------- | ---------------------------------------- |
| Nummer                                   | 4                                        | 2                                        | 1                                        | 1                                        | 1                                        | 2                                        | 9                                        | uit                                      |

### NPO Radio 2 Top 2000
| Nummer met noteringen in de NPO Radio 2 Top 2000 | '99  | '00-'01 | '02  | '03  | '04  | '05 | '06  | '07  | '08  |
| ------------------------------------------------ | ---- | ------- | ---- | ---- | ---- | --- | ---- | ---- | ---- |
| Petite fleur                                     | 1348 | -       | 1767 | 1765 | 1890 | -   | 1410 | 1407 | 1740 |

1. ↑  Een '-' betekent dat het nummer niet was genoteerd en een vetgedrukt getal geeft de hoogste notering aan.
2. ↑  Deze tabel is bijgewerkt tot en met de laatste editie (2024).